# Edithcolea
Genre
Espèce
Synonymes
- Edithcolea sordida N.E.Br. 1895 [1]
- Edithcolea grandis var. baylissiana Lavranos & Hardy[2]

Edithcolea est un genre monotypique avec une seule espèce Edithcolea grandis (Fleur tapis persan). Autrefois classée dans la famille des Asclepiadaceae, elle est maintenant dans la sous-famille des Asclepiadoideae de la famille des Apocynaceae. Elle est originaire d'Afrique et de la péninsule Arabique.
Le genre est nommé d'après Miss Edith Cole (1859-1940). Elle a collecté  cette plante avec Mme Lort Philips en 1895, lors d'une expédition botanique (1894-1895), dirigée par M. Ethelbert Edward Lort Phillips (1857-1944) à partir de Berbera jusqu'aux monts Golis  du nord de la Somalie.

## Description

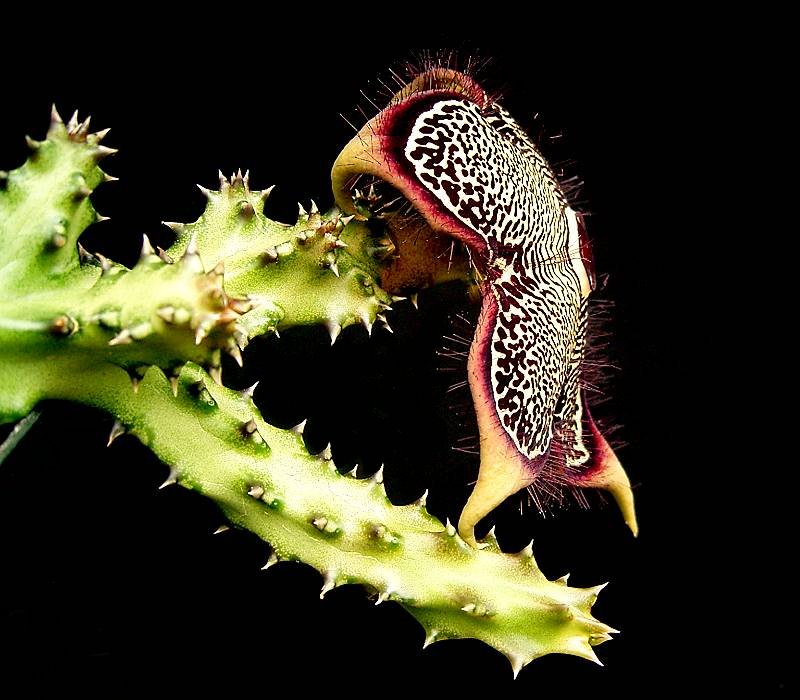
Tiges avec des dents comme des épines.

Edithcolea grandis est une plante succulente  sans feuilles avec des tiges abondamment ramifiées et retombantes d'un diamètre de 2 à 4 cm et jusqu'à 30 cm de longueur (réf Prota 2, ref D.V. Field 1980). Les tiges sont glabres à 4 ou 5 angles et armées de dents (ou tubercules) dures et aiguës,comme des épines, régulièrement espacées. La couleur de base de la plante varie du vert au rouge avec des taches brunâtres.
Les fleurs sont hermaphrodites monoïques, de 8 à 13 cm de diamètre et sont formées à proximité de l'apex des rameaux. La fleur se compose d'un extérieur de la corolle à 5 lobes  (pétales), qui sont fusionnés à mi-chemin du centre et de la relativement petite corolle intérieure. L'extérieur ou l'arrière de la fleur est de couleur jaune à verte. L'intérieur consiste en une couleur de base jaune pâle avec des motifs en taches pourpre-rougeâtre  sur le pourtour qui deviennent progressivement plus petites près de la couronne intérieure, et se transforment, vers le centre en des lignes rougeâtres concentriques. De longs poils violets sont présents à la frontière du bord extérieur, sur les lobes de la corolle. La fleur, assez remarquable est parfois décrite comme la fleur tapis  persan. Son odeur de charogne attire les mouches et d'autres insectes pour la pollinisation.
Le fruit (follicules) contient un grand nombre de graines. De forme ovale les graines portent une touffe de poils (coma), de sorte qu'elles peuvent être dispersées par le vent.
La plus petite variante baylissiana (Lavros & Hardy) a plus de tiges ramifiées qui sont de plus petit diamètre (1 à 1,5 cm), plus courts (10 cm) et sont souvent tordues en spirale. Cette variante est considérée comme synonyme.

## Distribution
Edithcolea grandis est distribué dans toute l'Afrique des Grands Lacs de la région (Kenya, Tanzanie, Ouganda), la Corne de l'Afrique (Éthiopie, Somalie) et Yémen (y compris l'archipel de Socotra ). La plante se trouve dans des régions sèches et arides, parfois en plein soleil, mais surtout en partie ombragée par des rochers ou de la végétation arbustive.

## De l'utilisation et de la croissance

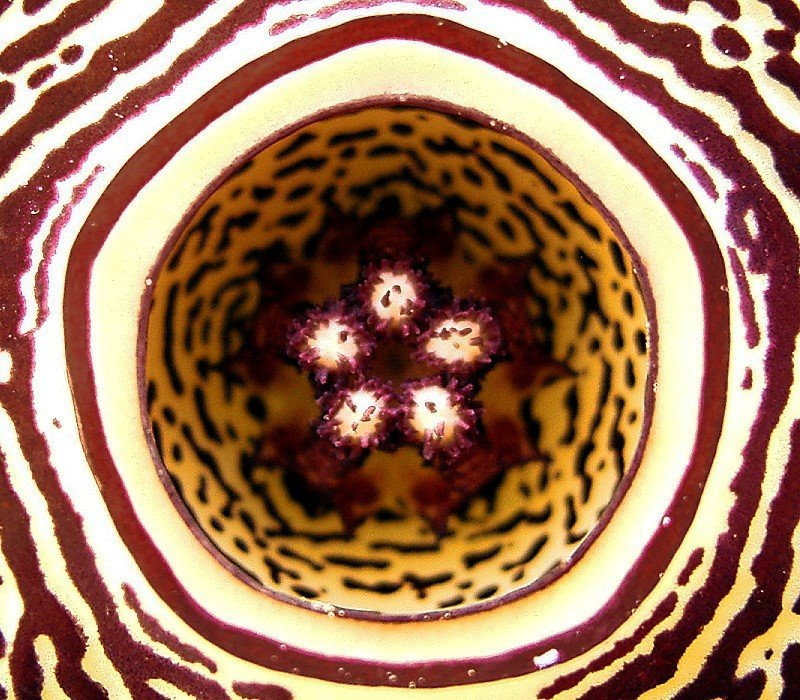
Détail de la fleur

La tige de Edithcolea grandis est consommée comme un légume en Éthiopie et en Somalie.
Edithcolea grandis est parfois cultivée comme plante ornementale dans les jardins du désert dans le monde entier. Elle a acquis une réputation de plante particulièrement difficile à maintenir en raison de ses besoins très spécifiques avec beaucoup de lumière et des températures hivernales relativement élevées (au-dessus de 15 °C). Elle est très sensible à la pourriture en combinaison avec des températures basses.

## La littérature
- D.V. Field. Edithcolea grandis. Asclépios 20: 18-21, 1980.
- J.J. Lavranos & D.S. Hardy. Edithcolea grandis var. baylissiana Lavranos & Hardy. Asclépios 20: 21-23, 1980.
- Focke Albers und Ulrich Meve (Hrsg.): Illustrated handbook of succulent plants, Volume 3. Springer-Verlag, 2002, 335 pages, (ISBN 3-540-41964-0).
- Sigrid Liede-Schumann und Ulrich Meve: Les Genres de Asclepiadoideae, Secamonoideae et Periplocoideae (Apocynaceae): Edithcolea - en Ligne. (en anglais)
- PROTA 2: Légumes frais / Légumes, 2004, page 292. Backhuys Publishers.  (ISBN 978-90-5782-147-9)
- J.J. Lavranos, D.S. Hardy, 1963.
- La flore d'Afrique tropicale, Volume 4, Section 1, Daniel Oliver, L. Reeve, 1937, réimpression 1958
- Diagnostics Africanæ, VII. Bulletin d'Informations Diverses (Jardins Royaux de Kew), Vol. 1895, n ° 105 (1895), pp.  211-230, Les Jardins Botaniques Royaux De Kew. https://www.jstor.org/stable/4114977?seq=10
- Amare Getahuna. Le rôle des plantes sauvages dans les natifs de l'alimentation en Éthiopie. Les Agro-Écosystèmes. Volume 1, 1974, Pp. 45-56.